# Нектарик зеленоголовий
Некта́рик зеленоголовий (Cyanomitra verticalis) — вид горобцеподібних птахів родини нектаркових (Nectariniidae). Мешкає в Африці на південь від Сахари.

## Підвиди
Виділяють чотири підвиди:
- C. v. verticalis (Latham, 1790) — від Сенегалу до західного і північного Камеруну;
- C. v. bohndorffi (Reichenow, 1887) — від центрального і південного Камеруну та ЦАР до північної Анголи і центральних районів ДР Конго;
- C. v. cyanocephala (Bechstein, 1811) — Екваторіальна Гвінея, Габон, захід ДР Конго і північний схід Замбії;
- C. v. viridisplendens (Reichenow, 1891) — від Південного Судану, Уганди і Кенії до Танзанії, північного Малаві і північно-східної Замбії.

## Поширення і екологія
Зеленоголові нектарики поширені в Західній, Центральній і Східній Африці. Вони живуть на луках і в саванах, в рівнинних тропічних лісах, в чагарникових і мангрових заростях, на полях, в садах і на плантаціях.